# Funeraria Vergara
Funeraria Vergara fue un grupo de post-punk español que se formó en 1982 en Burriana (Castellón), Comunidad Valenciana.

## Historia
En el instituto, un grupo de amigos de la infancia y del colegio empieza a quedar para tocar con el nombre de Radioactivos Neurosos. Experimentan con cajas de ritmo y teclados, llegando a grabar incluso algunas de las cosas que tocan.
Después de diferentes variaciones en la formación original provocada por la salida de algunos de los miembros originales, la banda se estabiliza en 1982 con Juan Luis Montoliú (voz y guitarra), José Héctor Marco (sintetizadores, caja de ritmos), Hilario Traver (teclados), Juan Vicente Vernia –Juanón- (bajo) y José Luis Ferrer (voz). Deciden cambiarse el nombre a Funeraria Vergara.
Influenciados por grupos que empiezan a sonar en España como Joy Division, Bauhaus o The Residents, o los españoles Décima Víctima y Los Iniciados, les atraen más los teclados que las guitarras, fascinados por la onda siniestra y por la música electrónica e industrial. En sus letras crean ambientes que van desde la necrofilia con grandes dosis de humor pasando por la provocación o el humor absurdo.
Miguel Ángel Villanueva, miembro de Los Auténticos de Castellón y director del programa de Radio Castellón, Extraños en la Noche, acuñaría el término de necro-pop para definir el sonido de la banda y los animó a participar en un recopilatorio de bandas de Castellón que estaba preparando para la Diputación Provincial de Castellón. N-340 (Diputación Provincial de Castellón, 1984) contenía 12 temas de bandas locales, como Morcillo el Bellaco y Los Rítmicos. Funeraria Vergara participaría en el recopilatorio con el tema El difunto.
En los conciertos aparecían encapuchados vestidos con trajes de Semana Santa. Debutaron en las fiestas del Grao de Burriana con la aparición del cantante en el interior de un ataúd. A raíz de la edición del vinilo N-340 el grupo actuó en directo con mayor frecuencia por la provincia de Castellón, llegando a tocar con La Unión en un festival de Benicarló.
El sello barcelonés Domestica les rescata editando en su recopilatorio Non Plus Ultra 1980-1989 Vol. 2 (Domestica, 2013) el tema Beato. En la presentación en Barcelona del primer volumen del recopilatorio Non Plus Ultra 1980-1987 (Domestica, 2012), disco en el que se incluía un tema de Fernando Gallego (proyecto posterior a Funeraria Vergara) la formación de El Otro Ilustre Colegio Oficial de Pataphysica (OICOP), que reúne casi por completo a la totalidad de integrantes de Funeraria Vergara, tocó varios temas del repertorio.
En 2013 la discográfica barcelonesa Domestica rescata una parte sustancial de sus temas desde 1982 a 1984 en el álbum Después de un día antes, que recibe muy buenas críticas, obteniendo el reconocimiento que en su día no tuvieron, al hallarse lejos de los circuitos de las discográficas y lejos también de otros sonidos más convencionales de su época.
El 27 de junio de 2015 el Otro Ilustre Colegio Oficial de Pataphysica (OICOP) actúa en la sala Japan de Villarreal (Castellón) en el 5.º aniversario de Sombras Negras dando paso en una segunda parte del concierto a tocar seis temas de Funeraria Vergara.

## Otros proyectos (1984-actualidad)
En 1984 la banda comenzó un proceso de evolución derivando en distintos proyectos. Primero sería Fernando Gallego, grupo con el que se adentraron en la música industrial y con la misma formación de Funeraria Vergara excepto Juan Luis Montoliú, pero reincorporando de nuevo a Hilario Traver. 
En 1986 se transformaron en Decúbito Supino, que haría música experimental hasta 1988, momento en el que cambiarían el nombre a No La Conozco Madre. 
Paralelamente, en 1990 inician otro nuevo proyecto llamado El Otro Ilustre Colegio Oficial de Pataphysica (OICOP), inspirado en la patafísica de Alfred Jarry y definido como punk decimónonico o cabaret surrealista. Este proyecto será el definitivo y permanecerá en activo hasta la actualidad. A esta formación pronto se sumarán nuevos miembros de otras bandas valencianas cómo Andrés Blasco "Truna" proveniente de Carmina Burana y Fitzcarraldo, el músico zaragozano Antuan Doinel, etc.

## Miembros
- José Luis Ferrer Telu (voz).
- José Héctor Marco (sintetizadores y caja de ritmos).
- Hilario Traver (teclados).
- Juan Vicente Vernia Juanón (bajo).
- Juan Luis Montoliu (voz y guitarra).

## Discografía
- N-340 (Diputación Provincial de Castellón, 1984). Recopilatorio.
- Non Plus Ultra 1980-1989 Vol. 2 (Doméstica, 2013). Recopilatorio.
- Después de un día antes (Doméstica, 2013). Álbum.